# Hans Bleckwenn
Hans Bleckwenn (né le 15 décembre 1912 à Leipzig et mort le 10 juillet 1990 à Münster ; ancien nom : Hoffmann, également Hoffmann-Bleckwenn) est un médecin allemand et un historien important de l'histoire militaire de la Prusse féodale.

## Biographie
Hans Bleckwenn est né sous le nom de Hans Hoffmann et est le fils d'un officier hanovrien et d'une mère mecklembourgeoise en 1912 dans le quartier de Gohlis à Leipzig. Il est diplômé du lycée de Dresde-Neustadt en 1931. Son aspiration de carrière initiale, comme son père d'être soldat, lui est refusée pour cause de maladie et il étudie donc d'abord étudié le droit, l'histoire et l'histoire de l'art à Fribourg, mais est passé à la faculté de médecine en 1934. En 1939, il termine ses études de médecine par un doctorat à Iéna. Dans le même temps, Hans Hoffmann change son nom en Hans Hoffmann-Bleckwenn, et plus tard en Hans Bleckwenn.
Son parcours professionnel ultérieur est étroitement lié à la lutte contre la tuberculose. En 1943, Bleckwenn devient médecin-chef au Tbc-Heilstädte à Gera-Ernsee. Bleckwenn est fait prisonnier par l'Armée rouge à la fin de la guerre et même condamné à mort. Cependant, ses vastes connaissances en tant que médecin spécialiste de la tuberculose lui sauvent la vie. Au sein de la zone d'occupation soviétique, il est même de nouveau mandaté pour lutter contre la tuberculose en Thuringe. Il devient ensuite chef du sanctuaire SVA à Klietz/Altmark, qui est transformé en hôpital antituberculeux pour la Kasernierte Volkspolizei en 1953. Il devient lieutenant-colonel au service médical de l'Armée nationale populaire et accède aux plus hautes fonctions militaires de la RDA.
Bleckwenn n'a jamais abandonné son intérêt pour l'histoire militaire depuis ses années d'étudiant et, en tant que militaire de la RDA, obtient un accès exclusif à des archives autrement fermées sur l'histoire de l'armée prussienne. La NVA lui confie la restitution et la supervision scientifique de la collection de l'arsenal de Berlin en marge, et dans cette fonction il peut sauver de nombreux documents de la destruction. Parallèlement, par cette activité, il peut jeter les bases de l'archive privée « L'armée de l'Ancien Régime ». Toujours pour des raisons de santé, Bleckwenn doit quitter le service NVA et devient médecin-chef à l'institut de recherche sur la tuberculose (de) de la RDA à Berlin-Buch. Juste avant la construction du mur de Berlin le 12 août 1961, Hans Bleckwenn s'enfuit à Berlin-Ouest avec toute sa bibliothèque et ses archives. Début 1962, il s'installe comme médecin à Münster en Westphalie. En 1969, il devient maître de conférences au Biblio-Verlag, spécialisé dans les publications d'histoire militaire. Dans la période qui suit, Bleckwenn commence sa deuxième carrière en tant qu'important historien militaire dans le domaine des affaires militaires aux XVIIIe et XIXe siècles. Siècle. Dans un petit appartement de la Münzstrasse à Münster, il vit littéralement dans ses archives, qui remplissent toutes les pièces et tous les murs. Avant sa mort, il transfère ses archives au Musée d'histoire militaire de la Bundeswehr à Rastatt.
Bleckwenn, toujours en mauvaise santé, décède le 10 juillet 1990.

## Réalisations
Malgré ses réalisations probablement supérieures à la moyenne en tant que médecin spécialiste de la tuberculose, Bleckwenn se consacre entièrement à l'histoire militaire. Son travail historique repose sur plusieurs éléments. D'une part, Bleckwenn conserve d'importantes sources d'archives, des trouvailles et de la littérature sur l'histoire militaire du XVIIIe siècle pour la postérité. D'autre part, il constitue une archive qui fournit des services complets à ses recherches privées ainsi qu'à des tiers. L'ancienne armée prussienne est l'une des œuvres principales des quelque 100 publications de Hans Bleckwenn. Il reflète une approche holistique de l'histoire militaire. Pour Bleckwenn, les études sur les uniformes ou l'histoire du régiment sont une introduction bienvenue à une évaluation complète des conditions sociales et économiques dans les États des XVIIIe et XIXe siècles. Ce faisant, il est entré en contradiction avec les milieux académiques des historiens, sans pouvoir se mesurer convenablement. En particulier, il défend la thèse selon laquelle le système cantonal et le service militaire extrêmement strict déclenchent la première libération paysanne en Prusse, qui fixe très tôt des limites étroites à l'arbitraire des nobles propriétaires terriens.
Il est co-éditeur (Werner Hahlweg (de), Johann Christoph Allmayer-Beck (de), Charles B. Burdick (de), Dermot Bradley, Othmar Hackl (de) et Walter Schaufelberger (de)) des études de 1973 sur l'histoire militaire, la science militaire et la recherche sur les conflits à Biblio Verlag.
Entre-temps, les archives de Hans Bleckwenn sont transférées de Rastatt au Bureau de recherche historique militaire de Potsdam. Selon ses propres dires, le centre de recherche abrite ce qui est actuellement « l'inventaire privé le plus complet sur l'histoire de l'armée prussienne au XVIIIe siècle.

## Travaux

### Éditeur
- Altpreußischer Kommiß – offiziell, offiziös und privat. Neudrucke nach Erstausgaben und Erstveröffentlichungen nach Manuskripten. Osnabrück 1971ff.
- Das altpreussische Heer: Erscheinungsbild und Wesen; 1713–1807, 8 Teile in 16 Bänden, Osnabrück 1973ff,  (ISBN 3-7648-0187-5).

### Auteur

#### Monographies
- Unter dem Preußen-Adler. Das brandenburgisch-preußische Heer 1640–1807. Bertelsmann, 1978;  (ISBN 3-570-00522-4).
- Reiter, Husaren und Grenadiere. Die Uniformen der kaiserlichen Armee am Rhein 1734. Harenberg, Dortmund 1979.  (ISBN 3-88379-125-3).
- Die friderizianischen Uniformen 1753–1786; 4 Bände; Hardenberg, Dortmund 1984;  (ISBN 3-88379-444-9).
- Zum Militärwesen des Ancien Régime. Drei grundlegende Aufsätze. Neugedruckt zu Ehren des Verfassers anlässlich seines 75. Geburtstages am 15. Dezember 1987; Biblio Verlag 1987.

#### Essais
- Zur Formation und Ausrüstung Münsterischer Truppen im 18. Jahrhundert; in: Ulf-Dietrich Korn: Johann Conrad Schlaun 1695–1773; Schlaunstudie III; S. 173–205.
- Nachwort. In: Richard Knötel, Carl Röchling: Der Alte Fritz in 50 Bildern. Nach der Ausgabe von 1895. Harenberg, Dortmund (= Die bibliophilen Taschenbücher. Band 276).